# Мёллер, Оскар
О́скар Мё́ллер (швед. Oscar Möller; род. 22 января 1989, Стокгольм, Швеция) — шведский хоккеист, нападающий клуба «Шеллефтео».

## Карьера
Мёллер начал карьеру в  Швеции, в команде «Юргорден». Позже переехал в Северную Америку. В сезоне 2006/07 играл за команду «Чилливак Брюинз» в Западной хоккейной лиге; набрал 68 очков в 69 играх. Был выбран командой «Лос-Анджелес Кингз» во втором раунде  драфта юниоров НХЛ в 2007 году. Вернулся в «Чилливак Брюинз» на один сезон и улучшил показатель до 83 очков, что принесло ему место в команде Западной конференции в мачте всех звёзд Западной хоккейной лиги. Начал играть за Лос-Анджелес Кингз в сезоне 2008/09, и забил свой первый гол в НХЛ 20 октября 2008 года в игре с «Колорадо Эвеланш».
В середине дебютного сезона Мёллера «Кингз» отпустили его в сборную Швеции, для участия на чемпионате мира среди молодёжных сборных. За три года, проведённые в составе «Лос-Анджелес Кингз», Мёллер так и не сумел закрепиться в основе команды, и поэтому после завершения контракта с калифорнийским клубом 19 мая 2011 года подписал двухлетний контракт с «Шеллефтео» из Шведской элитной серии. Свой первый гол в шведском первенстве забил в игре против «Ферьестада» 15 сентября 2011 года. В мае 2014 года перешёл в «Ак Барс», первый гол за «Ак Барс» забил «Атланту». Всего, в первом сезоне КХЛ набрал 32 очка.Во втором сезоне набрал 37 очков. После окончания контракта с «Ак Барсом» перешел в «Шеллефтео».

## Международная игра
Мёллер представлял Швецию на чемпионате мира среди юниоров 2007 года в Финляндии и стал бронзовым призёром. На следующий год Мёллер участвовал в чемпионате мира среди молодёжных команд, в котором шведы в финальном матче в овертайме уступили канадцам со счётом 2:3. В 2009 году он вновь поехал на молодёжное первенство, был капитаном шведской сборной. Шведы вновь завоевали серебряные медали, как и годом ранее уступил в финале канадцам (на этот раз со счётом 5-1); при этом сам Мёллер в финальном матче участия не принял, сломав ключицу в игре против России на групповой стадии. В 2014 году Мёллер в составе сборной Швеции стал бронзовым призёром на мировом первенстве в Минске.